# Oligoclada garrisoni
Oligoclada garrisoni – gatunek ważki z rodziny ważkowatych (Libellulidae).